# 海城 (城郭)
海城（うみじろ）は、水運を押さえるため海に直面して築かれ、海水を堀に用い、その一部に舟入や船着場を設置または兼用している城、あるいはその形式。河川や湖沼に隣接する城と併せ、総じて水城（みずじろ）とも呼ばれる。

## 定義
上記（本項の冒頭）以外に海城の定義として公表されているものでは、研究者に拠る「主郭群の直下あるいは際が海か河口に接し、海船が接岸可能な城」がある。ここでいうところの主郭群は近世城郭の本丸、二の丸、三の丸といった城郭の主要部を指す。接岸は、大型の外洋船までもが桟橋に直接横付け可能とするのではなく、大型船は湾内や沖合いに停舶し湊とは艀で連絡する形態をいう。海城をこのように広く定義すると、海に面する都道府県にはおよそ必ず海城跡が確認される。

## 概要

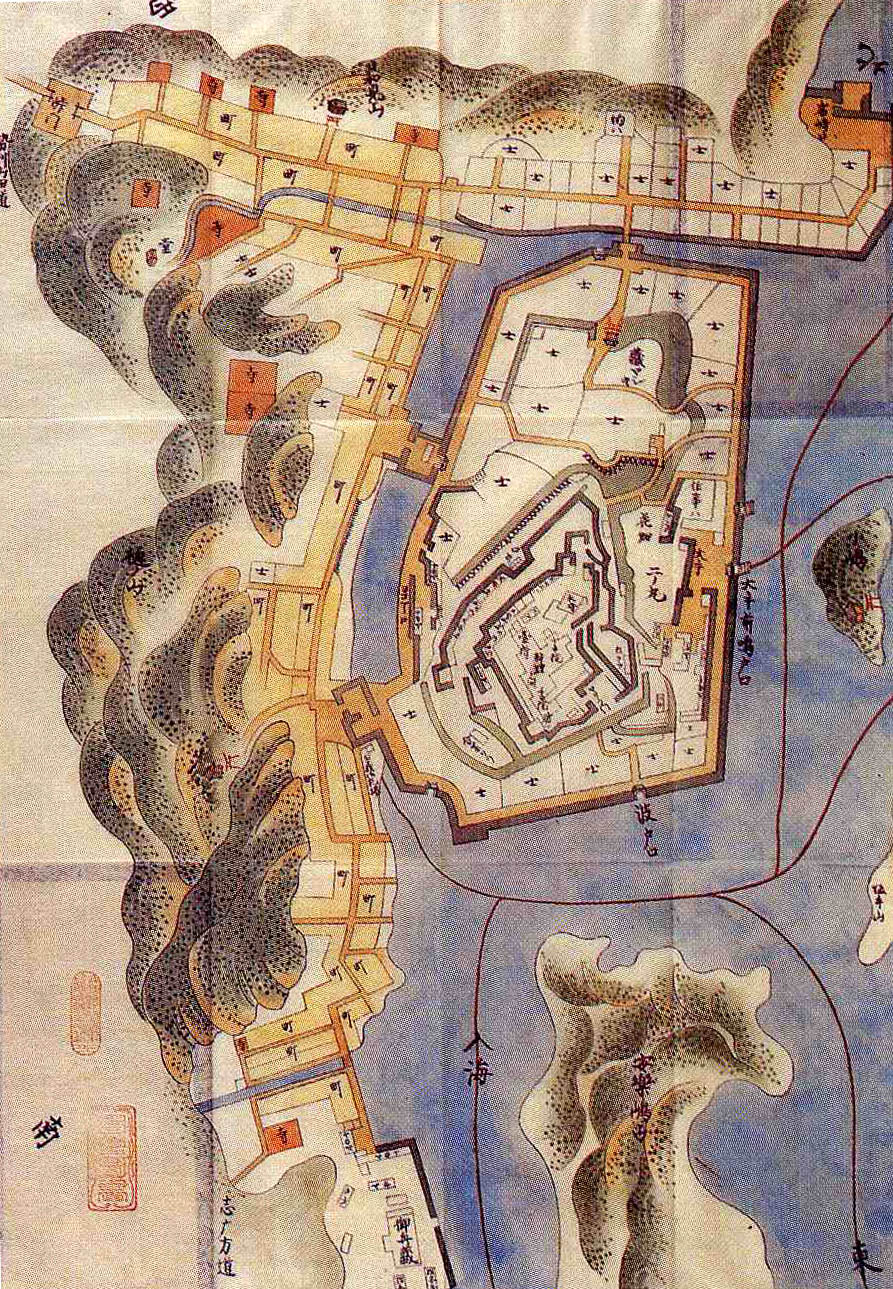
海に面して築城された鳥羽城の古絵図

海城は臨海にあって海を水運（海運）と防御に用いた城郭の形式であり、山城や平城などの立地に基づく分類とは異なり、平城の海城、山城の海城も存在する。海城は海運を押さえるため、舟の運用が不可欠であり、係留する施設として舟入や船着場が設けられたり、水堀の一部を舟入に兼用することが行われている。海城を特徴付けるのは、海に面している城壁と海に直接開いている城門であるとされる。例えば、五角形の形をした宇和島城の場合、西側の二辺は海を天然の防御線とし、東側の三辺に海水を引き込んだ水堀を設けており、船が出入りできる城門（黒門と黒門矢倉）を備えていたほか、城の周囲に舟小屋や隠し水軍基地も設けていた。福山城のように、引き潮のときに堀の水位が下がりすぎるのを防ぐために「築切（つっきり）」という土手が築かれた城もある。
海城は瀬戸内海周辺に多く見られ、もともと水軍の城が多い海路の要衝に位置している。村上水軍を傘下に取り込んだ小早川隆景（海城の名人と評される）が築いた三原城や名島城は、水軍が拠点を設けていた場所に築城された。戦国時代末期以降に築城された近世城郭としての海城は海岸近くの低地に建てられるため、平城の一種として扱われることもあるが、島や半島の小山を城郭化した水軍拠点の城（来島城や後述の水軍城など）は平山城に近い特徴を持つ。
城の立地によっては水に浮かんでいるように見えることから、三原城などは「浮城」の別名がある。また、近世城郭の海城として最初で最大の城と言われる讃岐高松城は、「讃州さぬきは高松さまの城が見えます波の上」と謡われた。

### 立地
海城について、柴田龍司は地形上の立地により下記の５つに分類している。
1. 岬型 - 海に突き出した丘陵先端部か、あるいは海岸に接する丘陵か台地上に立地するタイプ。また本来は独立した小島であったが陸繋島となったところにも立地する城（豊後臼杵城[12]など）も岬型に含める。
2. 海浜型 - 海岸に沿って形成された砂堤上に立地する海城。
3. 河口型　中近世の湊は河口よりやや上流部に位置することが多いが、このような河口湊の町中あるいは町際の自然堤防上の微高地および丘陵・台地上に立地する海城。
4. 小島型 - 小島全域を城域とする海城。特に村上水軍衆関係の城郭は海城の代名詞といえるほど全国的にもっとも著名な海城。しかしながら、例外を除くと芸予諸島一帯に数例存在するのみで、全国的にみれば極めて特種なタイプの海城。
5. 湾奥型 - 湾や入江の奥部の丘陵・台地上に立地し、直接外洋に面しない海城。立地の関係上から外洋に対しての眺望は岬型や海浜型に比べ不良である。

### 水軍城
瀬戸内海の水軍は、海路（主に因島から厳島の範囲）を通行する船から警固料（航行料）を徴収するため海上監視の拠点（水軍城）を築いていた。これらは、芸予諸島や安芸灘に面する陸地や島々に多数設置され、海路を見渡せる小高い丘などに建てられた見張り台と、その近くの入り江などに設けられた船の係留地（舟隠し）などで構成されていた。厳島の宮尾城はこれらを発展・拡張させたものと考えられている。
なお、因島村上氏の資料館が「因島水軍城」と名付けられているほか、発掘調査で礎石建物跡・鎌・瓦などが発見された上関城跡は上関城山歴史公園として整備され、物見台を模した展望台が建てられている。

## 主な海城

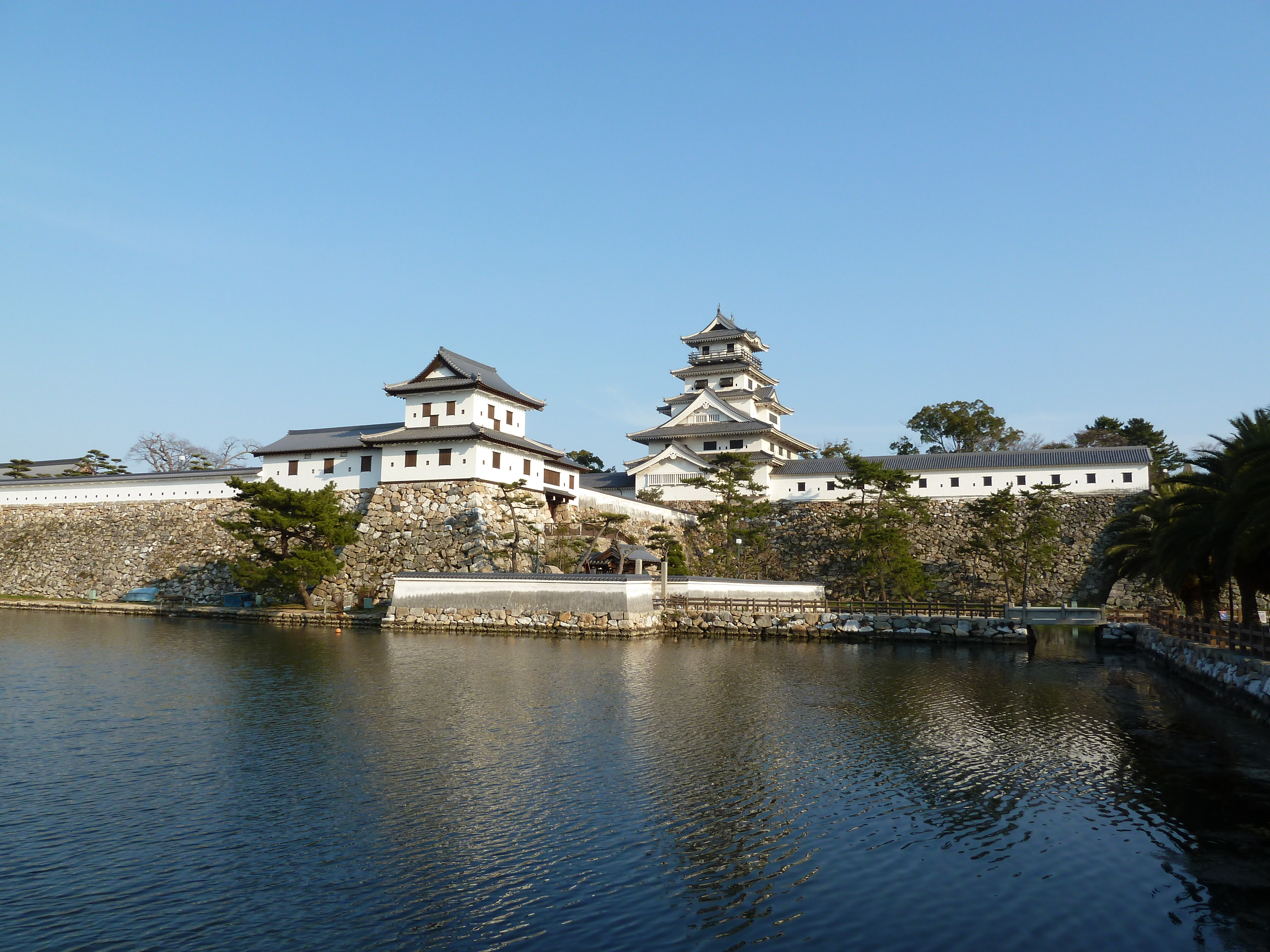
今治城址

日本の主な海城は以下の通りである。このうち、高松城（讃岐国）・今治城（伊予国）・中津城（豊前国）は、日本三大海城（あるいは三大水城）と呼ばれている。また、この3城に桑名城（伊勢国）・三原城（備後国）を加えて、五大水城とも数えられる。
日本の主な海城
- 宮津城（丹後）
- 小浜城（若狭）
- 小倉城（豊前）
- 亀ヶ崎城[注 3]（出羽国）
- 浦賀城[注 4]・三崎城[注 5]（相模国）
- 福島城[注 6]（越後国）
- 鳥羽城[19]（志摩国）
- 赤穂城[9]（播磨国）
- 福山城[6]・三原城[5]（備後国）
- 桜尾城[20]（安芸国）
- 上関城[21]（周防国）
- 高松城[注 7]（讃岐国）
- 今治城・来島城[22][注 8]・能島城[23][注 9]・宇和島城[24]（伊予国）
- 名島城[7][8]（筑前国）
- 中津城[注 10]（豊前国）
- 臼杵城[12][注 11]（豊後国）
- 石田城（福江城：五島列島）[25]・平戸城[26]・玖島城[27]（肥前国）

また、萩城（長門国）を海城とする見解もある。